# Serratus clypealis
Serratus clypealis är en insektsart som beskrevs av Rauno E. Linnavuori 1959. Serratus clypealis ingår i släktet Serratus och familjen dvärgstritar. Inga underarter finns listade i Catalogue of Life.